# Peterborough (circonscription fédérale)
Pour les articles homonymes, voir Peterborough.
Circonscription électorale fédérale du Canada
Peterborough (Peterborough—Kawartha de 2015 à 2025) est une circonscription électorale fédérale en Ontario.
La députée actuelle est la conservatrice Michelle Ferreri, élue le 20 septembre 2021.

## Géographie
La circonscription au nord-est de Toronto comprend :
- la ville de Peterborough ;
- la partie de la municipalité de Trent Hills (en) constituée des îles de la réserve indienne de Curve Lake no 35A ;
- les cantons de Asphodel-Norwood, Douro-Dummer (en), Havelock-Belmont-Methuen (en), Otonabee–South Monaghan (en) et Selwyn ;
- les réserves indiennes de Curve Lake First Nation no 35 et de Hiawatha First Nation (en).

Les circonscriptions limitrophes sont Haliburton—Kawartha Lakes, Hastings—Lennox and Addington—Tyendinaga et Northumberland—Clarke.

## Historique
La circonscription de Peterborough est créée en 1953 d'une partie de Peterborough-Ouest. En 2013, elle est renommée Peterborough—Kawartha. À la suite du redécoupage électoral de 2022-2023, elle perd une partie de son territoire au nord au profit de la circonscription de Haliburton—Kawartha Lakes mais gagne au sud la partie jusqu'au lac Rice (en) au détriment de la circonscription de Northumberland–Peterborough-Sud (renommée Northumberland—Clarke). Elle retrouve son nom d'origine, soit Peterborough. La population de la circonscription redécoupée est évaluée à 128 349 habitants.

## Députés
| Législature           | Années        | Député           | Parti politique | Parti politique           |
| --------------------- | ------------- | ---------------- | --------------- | ------------------------- |
| Peterborough          |               |                  |                 |                           |
| 22e                   | 1953-1957     | Gordon Fraser    |                 | Progressiste-conservateur |
| 23e                   | 1957-1958     | Gordon Fraser    |                 | Progressiste-conservateur |
| 24e                   | 1958-1960     | Gordon Fraser    |                 | Progressiste-conservateur |
| 24e                   | 1960-1961     | Walter Pitman    |                 | Nouveau Parti             |
| 24e                   | 1961-1962     | Walter Pitman    |                 | Nouveau Parti             |
| 25e                   | 1962-1963     | Fred Stenson     |                 | Progressiste-conservateur |
| 26e                   | 1963-1965     | Fred Stenson     |                 | Progressiste-conservateur |
| 27e                   | 1965-1968     | Hugh Faulkner    |                 | Libéral                   |
| 28e                   | 1968-1972     | Hugh Faulkner    |                 | Libéral                   |
| 29e                   | 1972-1974     | Hugh Faulkner    |                 | Libéral                   |
| 30e                   | 1974-1979     | Hugh Faulkner    |                 | Libéral                   |
| 31e                   | 1979-1980     | Bill Domm        |                 | Progressiste-conservateur |
| 32e                   | 1980-1984     | Bill Domm        |                 | Progressiste-conservateur |
| 33e                   | 1984-1988     | Bill Domm        |                 | Progressiste-conservateur |
| 34e                   | 1988-1993     | Bill Domm        |                 | Progressiste-conservateur |
| 35e                   | 1993-1997     | Peter Adams      |                 | Libéral                   |
| 36e                   | 1997-2000     | Peter Adams      |                 | Libéral                   |
| 37e                   | 2000-2004     | Peter Adams      |                 | Libéral                   |
| 38e                   | 2004-2006     | Peter Adams      |                 | Libéral                   |
| 39e                   | 2006-2008     | Dean Del Mastro  |                 | Conservateur              |
| 40e                   | 2008-2011     | Dean Del Mastro  |                 | Conservateur              |
| 41e                   | 2011-2013     | Dean Del Mastro  |                 | Conservateur              |
| 41e                   | 2013-2014     | Dean Del Mastro  |                 | Indépendant               |
| Peterborough—Kawartha |               |                  |                 |                           |
| 42e                   | 2015-2019     | Maryam Monsef    |                 | Libéral                   |
| 43e                   | 2019–2021     | Maryam Monsef    |                 | Libéral                   |
| 44e                   | 2021–en cours | Michelle Ferreri |                 | Conservateur              |
| Peterborough          |               |                  |                 |                           |

### Résultats électoraux
|       | Candidat        | Parti                | # de voix | % des voix |
|       | Michael Skinner | Conservateur         | +23 335,  | 35,07 %    |
|       | Maryam Monsef   | Libéral              | +29 159,  | 43,82 %    |
|       | Dave Nickle     | NPD                  | +12 437,  | 18,69 %    |
|       | Doug Mason      | Vert                 | +01 480,  | 2,22 %     |
|       | Toban Leckie    | Forces et Démocratie | +00131,   | 0,2 %      |
| Total | Total           | Total                | 66 542    | 100 %      |

|       | Candidat            | Parti             | # de voix | % des voix |
|       | (x) Dean Del Mastro | Conservateur      | +29 393,  | 49,66 %    |
|       | Betsy McGregor      | Libéral           | +12 664,  | 21,4 %     |
|       | Dave Nickle         | NPD               | +14 723,  | 24,88 %    |
|       | John Cowling        | Vert              | +02 112,  | 3,57 %     |
|       | Michael Bates       | Action canadienne | +00104,   | 0,18 %     |
|       | Gordon Scott        | Indépendant       | +00189,   | 0,32 %     |
| Total | Total               | Total             | 59 185    | 100 %      |

|       | Candidat            | Parti              | # de voix | % des voix |
|       | (x) Dean Del Mastro | Conservateur       | +27 629,  | 47,41 %    |
|       | Betsy McGregor      | Libéral            | +18 413,  | 31,59 %    |
|       | Steve Sharpe        | NPD                | +08 110,  | 13,92 %    |
|       | Emily Berrigan      | Vert               | +04 029,  | 6,91 %     |
|       | Elaine Couto        | Marxiste-léniniste | +00098,   | 0,17 %     |
| Total | Total               | Total              | 58 279    | 100 %      |